# Carl Wahlbom
Johan Wilhelm Carl Wahlbom, född 16 oktober 1810 i Kalmar, död 23 april 1858 i London, var en svensk militär, gymnastiklärare, målare, tecknare grafiker och skulptör. Han var en av Sveriges mest populära historiemålare under 1800-talet.

## Biografi
Han var son till kyrkoherden och titulärprofessorn Carl Adolf Wahlbom och Ulrika Beata Fredrika Ljungfeldt samt sonson till Johan Gustaf Wahlbom och kusin till generalen Magnus Johan Björnstjerna. Wahlbom skrevs in som kadett vid krigsskolan Karlberg när han var 14 år gammal 1824. Av undervisningen vid skolan tilldrog sig gymnastiken och fäktningen hans största intresse. Under kadettåren lärde han känna Per Henrik Ling som senare skulle få ett stort inflytande på hans konstnärliga utveckling. Vid Lings undervisning vid Karlberg blev Wahlbom en skicklig gymnast och fäktare. Under studieåren vid Karlberg var han en flitig brevskrivare och av bevarade brev framgår det att det militära intar en undanskymd plats i hans liv medan han visar ett stort intresse för det litterära och konstnärliga. Han medverkade i ett litterärt elevförbund som utgav publikationen Kornblixten där Carl Fredrik Ridderstad och Carl August Adlersparre svarade för texterna och Wahlbom för teckningarna. Han fick en del grundläggande undervisning i teckning vid Karlberg och man vet att han tragglade igenom Preisslers proportionslära som innehöll pedantiska regler för återgivning av människokroppen. Han medverkade senare i anatomiska dissektioner av både människor och hästar för att fördjupa sina kunskaper i olika kroppars utformning. Medlemskapet i det litterära elevförbundet medförde att han kom i kontakt med flera författare och Shakespeare, Ossian och Byron kom att tillhöra hans litterära ideal. Bland de svenska författarna svärmade han för Erik Johan Stagnelius och Thomas Thorild. Efter att hans far avlidit 1828 tvingades han förvärvsarbeta för att klara sitt uppehälle. Han sökte då tjänsten som underlärare vid Gymnastiska centralinstitutet, lönen var låg men i förmånerna ingick fri bostad på institutet. Genom arbetet kom han i närmare kontakt med Per Henrik Ling.
Vid ett tillfälle observerades hans teckningar av akademiprofessorn Fredric Westin och han fick till en början från omkring 1827 undervisning i Westins privata ateljé och det var sannolikt med stöd av Westin som han kunde börja studera på Konstakademien 1829 efter att han uppmanats lämnat det militära. För att hålla nere sina levnadskostnader fick han även fri bostad och kost hos Westins syster. Han fick även stöd från utgivaren av Magasin för konst, nyheter och moder Fredrik Boije som hösten 1829 rapporterade till Alexander Wetterling, att ett nytt ämne i teckningsväg har uppstått, som icke allenast lovar att bli mästare men redan tecknar förvånande korrekt och i synnerhet nakna figurer med den yttersta sanning i muskelspelet, så att Westin baxnat. Det var Boije som lärde honom tekniken att utföra etsningar och gav honom betalda mindre arbetsuppgifter för sitt magasin. Han fortsatte senare med litografistudier för bröderna Johan, Oskar och Daniel Cardon. Under påverkan av Johan Gustaf Sandberg utförde han därefter 24 historiska scener i litografi från Gustaf Vasa till Gustaf II Adolf som utgavs 1837–1838 med text av Karl August Nicander.

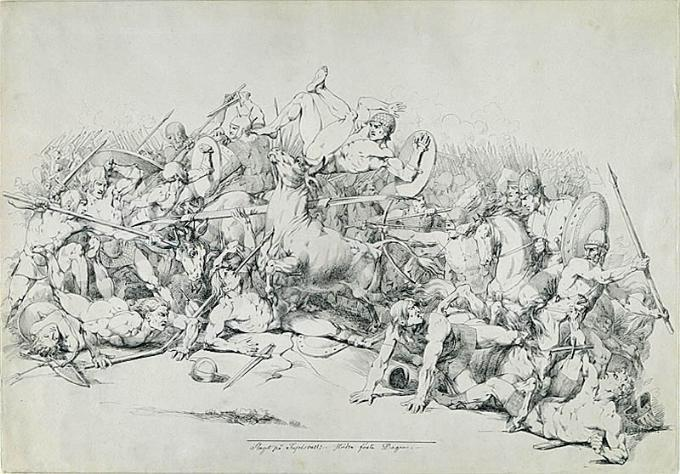
Slaget på Fyrisvall.

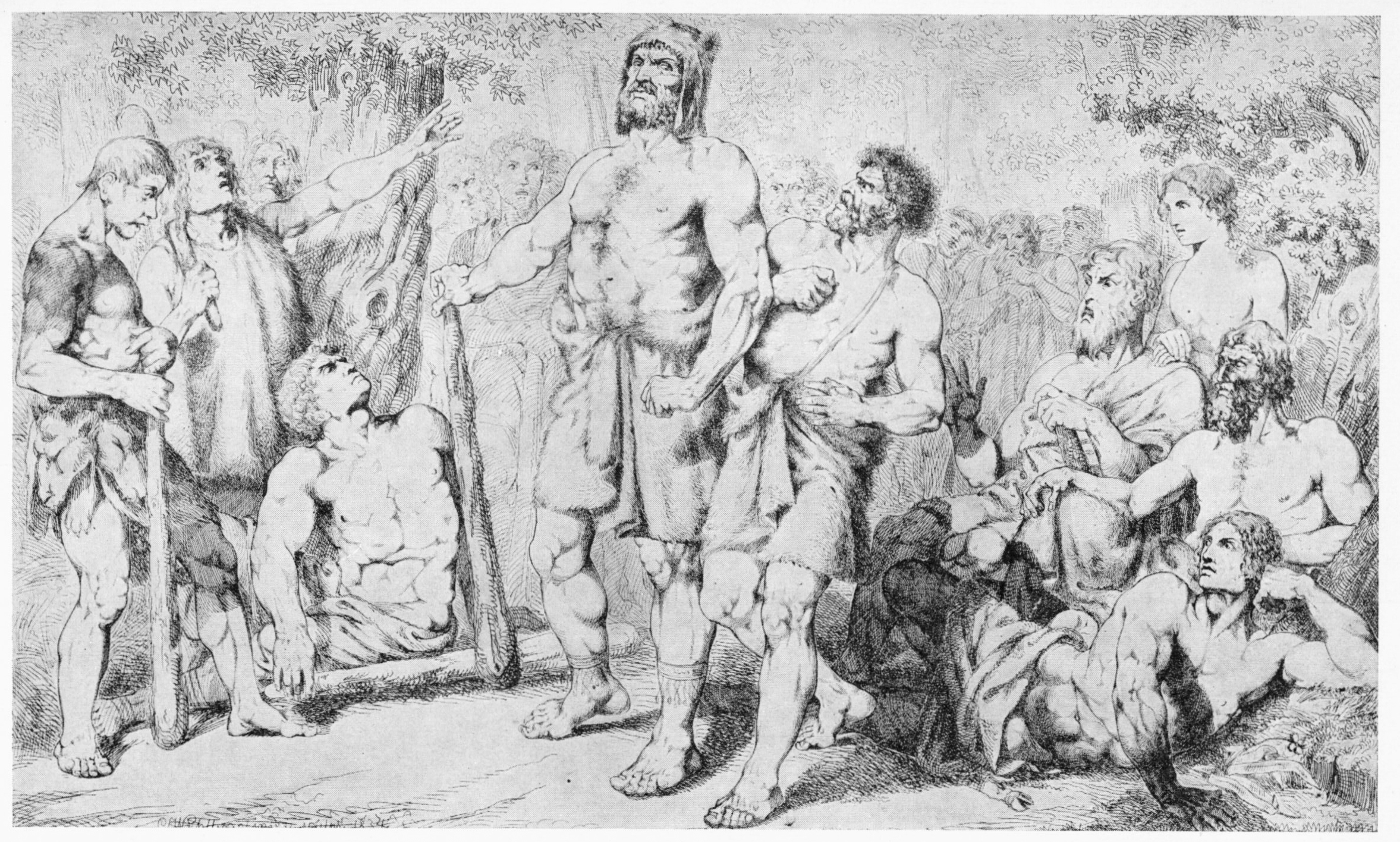
»Dumbers tvist med Storkvid, under jättarnas rådplägning vid valet till anförare». Ingår i samlingen Teckningar ur Asarne componerade och etsade af C. Wahlbom (1833-1836).

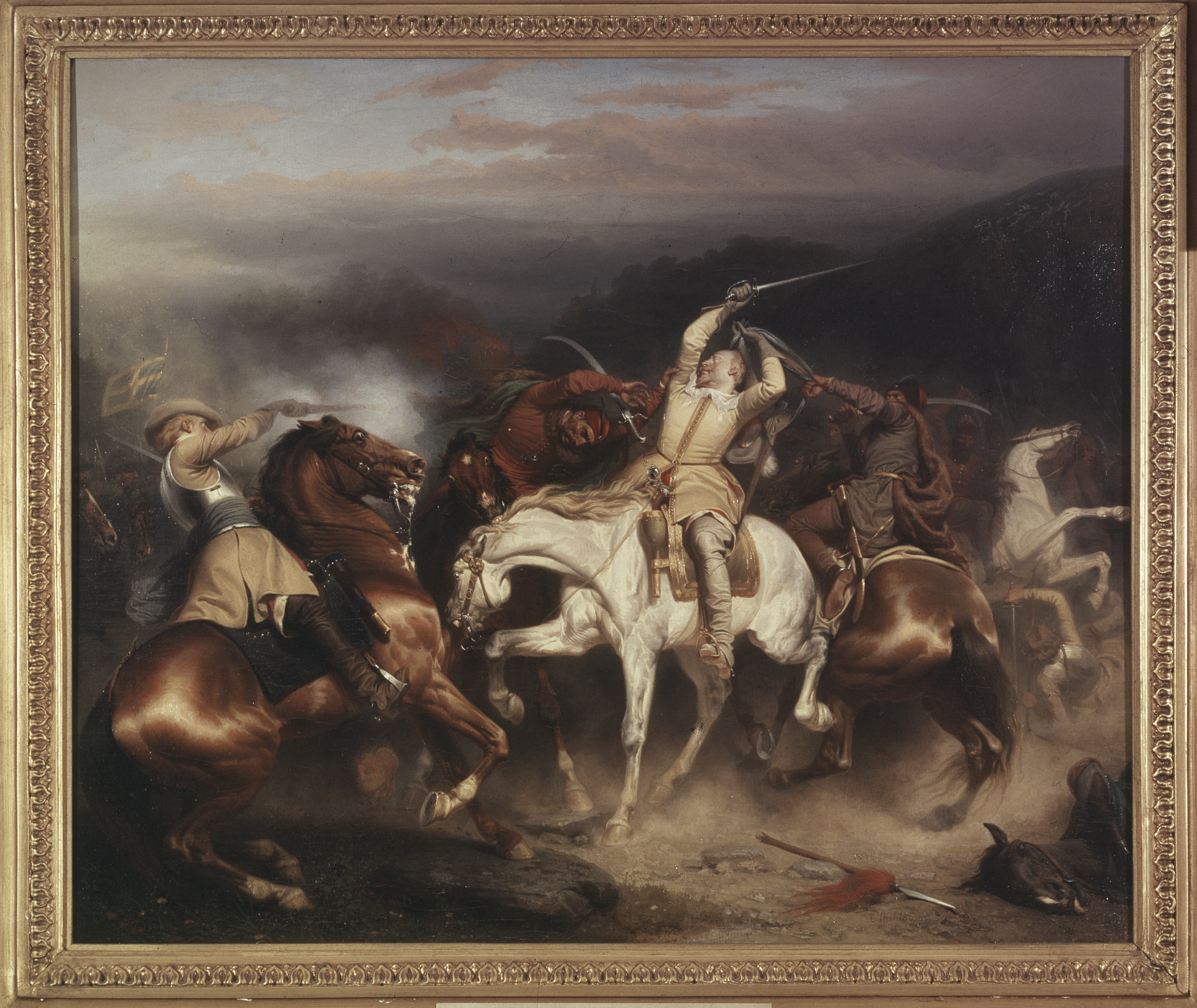
Gustav II Adolf i strid med polackerna vid Stuhm (1853). Slaget vid Trzciana ett fältslag under det Andra polska kriget, som stod mellan en tysk-polsk-litauisk ryttararmé och en svensk armé under befäl av kung Gustav II Adolf vid byn Trzciano i Kungliga Preussen i dagens Polen. Inventarienummer 1241. Motstycke till NM 1242. Nationalmuseum.

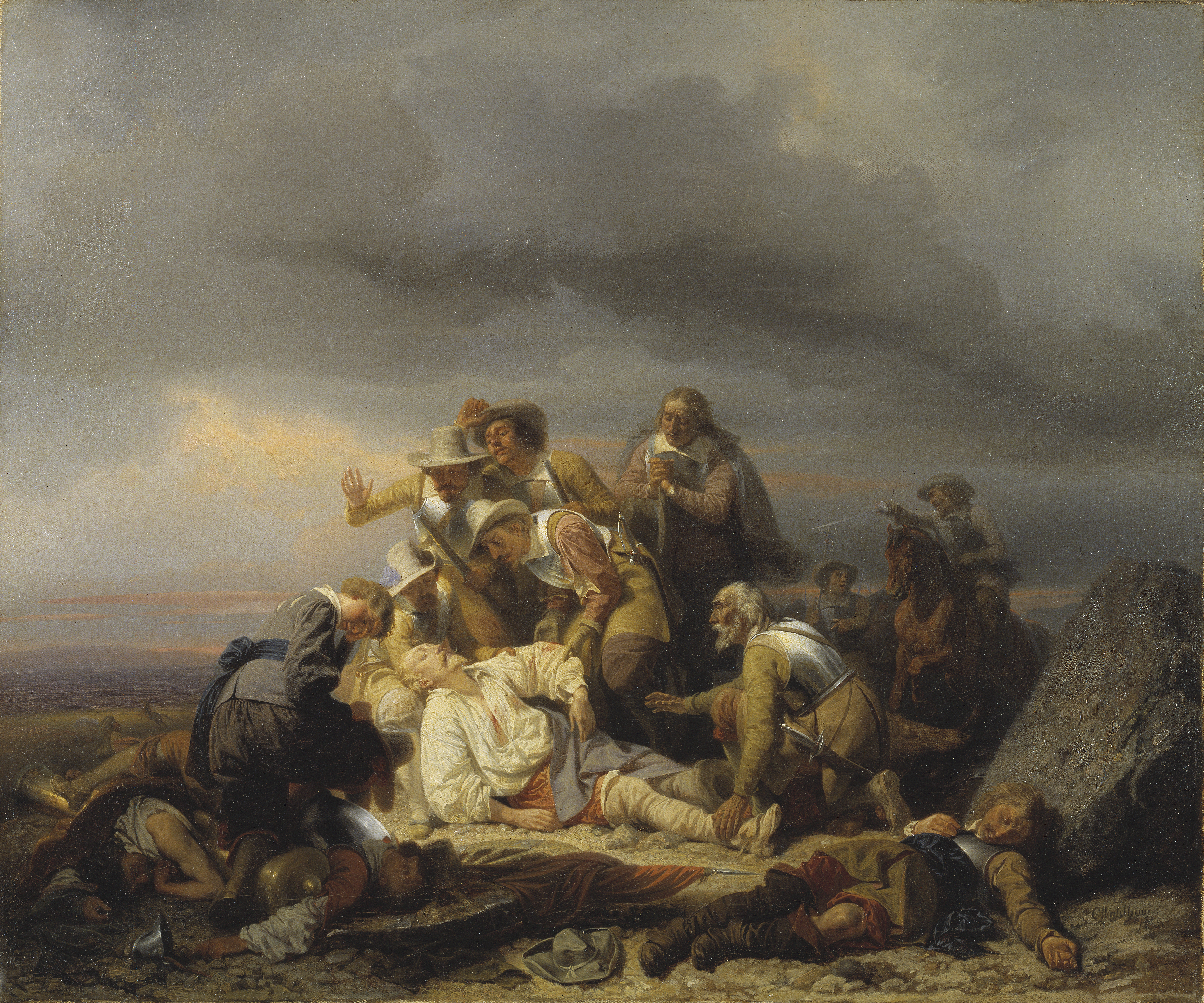
Gustav II Adolf återfinnes död efter slaget vid Lützen (1855). Inventarienummer NM 1242. Motstycke till NM 1241. Nationalmuseum.

Gustav II Adolfs död i slaget vid Lützen (1855). NM 1028. Målningen skildrar det ögonblick då Gustav II Adolf dödas på slagfältet vid Lützen den 6 november 1632. Den döde kungen, starkt belyst, tycks glida ned från hästryggen för att strax fångas upp av en förfärad svensk soldat. Kungen framställs som hjälte och martyr, en gestalt som påminner starkt om skildringar av den döde Kristus. Samtidigt har Wahlbom utnyttjat scenens möjligheter. Nationalmuseum.

Vid akademien tilldelades han ett flertal utmärkelser och stipendier, bland annat en jetong för en insänd ritning i kritor, som behandlade prisämnet Epameinondas död. Samtidigt ställde han ut ytterligare fyra teckningar, bland annat Slaget på Fyrisvall under de följande åren tilldelades han upprepade belöningar för kompositioner i teckning och modellering, slutligen även för anatomiritningar efter naturen. Studieåren var en mycket prövande tid för honom med svåra umbäranden och knappa resurser. Trots detta förekom det ljusa perioder och han fick ett gott kamratstöd i Egron Lundgren som vid ett tillfälle tecknade av Ling och Wahlbom som stod i fäktarposition. Redan under kadettåren hade Lings dikter väckt hans hänförelse för fornnordiska sagomotiv, som ledde till att han intresserade sig för historiemålning som en konstart. Hans historiemåleri inleddes med en serie illustrationer till Fosterländska bilder utgiven i litografi 1837, som väckte en viss uppmärksamhet och är en föregångare till de senare målade svenskhistoriska kompositioner han senare utförde. Därefter skapade han illustrationer till Esaias Tegnérs Fritiof och till sagorna om Hjalmar och Ingeborg, Torborg, Ivar Vidfamne med flera dessutom en mängd spridda kompositioner med olika ämnen. Till Lings samling Asarna gjorde han 30 illustrationer varav 18 etsades 1833–1837 och för Gustaf Henrik Mellins och Niclas Hans Thomsons Museum för naturvetenskap, konst och historia gjorde han 1835–1837 en mängd små etsningar, signerade von Schlurf. Han var huvudsakligen verksam som tecknare under sin akademitid och delade Westins åsikt, att han saknade färgsinne. Han utförde dock några akvareller och under Byströms ledning utförde han den lilla reliefgruppen i lera Faun lekande med ett barn som resulterade i det stora skulpturstipendiet 1837 samt reliefmedaljongen Valkyrior. På grund av ekonomiska problem minskade han ner sina studier vid akademin redan 1833 och inriktade sig på betalda illustrationsuppdrag och arbetet som gymnastiklärare, men han deltog i vissa lektioner vid akademien och i akademiens pristävlingar och utställningar. Dessutom studerade han anatomi för Anders Retzius 1836–1838. Han blev 1838 föreslagen till ett större akademistipendium som skulle möjliggöra en utlandsvistelse men vid slutvalet valdes Per Wickenberg till stipendiat och Wahlbom tvingades fortsätta sin trista tillvaro som gymnastiklärare. Hans räddning kom från några vänner om samlade ihop ett reseunderstöd på 700 riksdaler. Med en rekommendation från akademidirektören Johan Gustaf Sandberg och Per Henrik Ling kunde han 1838 resa till konstens huvudstad Paris. Där vistades redan hans akademikamrater Robert Wilhelm Ekman och Per Wickenberg. Hôtel Beauvais var vid tidpunkten huvudstationen för flera internationella konstnärer och fungerade som ett Eremitage i miniatyr och flera av de svenska konststuderande tog sin tillflykt dit, så även Wahlbom, på hotellet bodde samtidigt bland annat Fritz von Dardel. Från Paris sände han under den följande vintern hem två skulpturer, en Bacchus och en Amor som han själv ansåg var det bästa han ditintills modellerat men Konstföreningen som uppmuntrat honom tidigare ville inte köpa in dem. Under åren i Paris var han en flitig tecknare och passade även på att studera xylografi samtidigt som han fortsatte sina studier i teckning och modellering.
I Paris levde han under knappa villkor och lyckades inte sälja några alster, han försökte då komma i kontakt med några franska förläggare för att utföra illustrationer utan resultat och han till och med funderade på att återvända hem till gymnastiken eller anta ett erbjudande om arbete i Byströms ateljé. Han försökte bland annat få förläggaren Aubert & comp i Paris att köpa några litografier men fick ett hövligt svar att bilderna inte passade till några av hans pågående arbeten men om Wahlbom kunde utföra bilder på flickor, fruntimmer och parisiskor var han välkommen, men just då ingick inte den motivkretsen i Wahlboms intressesfär. Även förläggaren Charles Philipson uppmanade honom att leva med i Parislivet, observera och rita skisser och sedan återkomma med bilder. Genom den svenske ministern i Paris Löwenhjelm gjorde han bekantskap med greve Adolf Eugène von Rosen som blev förtjust i Wahlboms uppvisade arbeten och genom von Rosens förmedling lyckades han få illustrationsuppdrag för den engelska förläggaren Orr som planerade att ge ut en engelsk översättning av Anders Fryxells Gustaf II Adolfs historia. Uppgiften tilltalade Wahlbom och efter att han fått ett förskott reste han till Tyskland där han gjorde omfattande förstudier och skisser av 1600-talsbyggnader, vapen, kostymer i München, Nürnberg, Wien och Prag men när han återvände till Paris möttes han av beskedet att förläggaren råkat på obestånd och hela projektet var avslutat. Enligt uppgifter från Albano skulle han utföra 100 stycken teckningar som skulle ha betalats med 100 francs styck.
De teckningar han utfört i Tyskland lyckades han sälja till en konsthandlare som dessutom erbjöd sig att köpa allt han kunde åstadkomma, och han lyckades dessutom sälja några sina andra kompositioner. Från Sverige fick han flera beställningar på motiv från den Svenska historien som var laverade i akvarell eller sepia som han sände hem till Konstföreningen i Stockholm. Dessutom kom ett anbud från en bokhandlare i London om att göra teckningar till en ny upplaga av Walter Scotts arbeten som han avslog på grund av den tidigare erfarenheten av engelska förläggare.
På uppmaning av Olof Johan Södermark började han måla i olja och med en rekommendation från Södermark kunde han studera målningsteknik för porträttmålaren Franz Xaver Winterhalter och han utförde i dennes ateljé 1840 ett par små bondemotiv med en rökande och drickande bonde som var studier i Teniers anda som blev hans första försök i olja. Under de första åren av 1840-talet såg en hel serie historietavlor i mindre format dagen, och han fick sälja åtskilliga till konstföreningen, såsom Maria Eleonora vid sin gemåls kista i Weissenfels i kyrka samt Malin Sture och Erik Stenbock samt Karin Månsdotters möte med sin son i Reval och några djurstudier. Han ansökte 1840 om akademiens stipendium i sin egenskap avdessinatör och gravör på trä men återigen hade han ingen framgång med tilldelningen av akademistipendium trots att han bifogat ett brev från Winterhalter som berömmer Wahlbom och anger att han har en hastig uppfattningsförmåga och utomordentlig lätthet för komposition.
Han utsågs till agré vid Konstakademien 1842 på grund av sin skicklighet uti den historiska Compositionen och fick samtidigt akademiens stora resestipendium, som han fick behålla i tre år. På våren 1843 lämnade han Paris för att flytta till Rom där han till en början var verksam vid Bengt Erland Fogelbergs ateljé. från Rom sände han 1845 hem en liten historiemålning med motivet Gustaf Adolf i lifsfara i slaget vid Stuhm. Akademiledamöterna kritiserade målningen kraftigt och rekommenderade Wahlbom att i fortsättningen måla studier efter levande modell. Han ändrade nu inriktning på sin konst vilket skulle öppna nya möjligheter för honom. Tillsammans med Egron Lundgren och Gustaf Wilhelm Palm besökte han Campagnan för att studera människor och djur. Romerska bönder, hästar och oxar kom nu att bli det främsta föremålet för hans skildringar. Då han senare återupptog de historiska ämnena, drog han nytta av dessa häststudier för sina ryttarstrider. I Rom var Caffè Greco de skandinaviska konstnärernas samlingsplats och han tillbringade stor del av sin fritid där tillsammans med Uno Troili, Palm och Lundgren. Genom överintendenten Michael Gustaf Anckarsvärd fick han 1845 prolongation på två år av sitt stipendium efter att han i sin ansökan bifogat ett intyg från Fogelberg och Södermark som bekräftade att han förkovrat sin talang och arbetade flitigt. Han lämnade Rom 1847 och vistades därefter en period i Paris innan han 1848 återvände till Stockholm. Han valdes in som ledamot i Konstakademien 1848 och utsågs till professor med uppgift att biträda vid undervisningen i modell och antikskolan 1849. Under Carl Gustaf Qvarnström tjänstledighet vikarierade han som professor i teckning för att slutligen överta denna befattning. Under tiden i Stockholm tillkom bland annat verken Rasten (ryttare, flickor och barn), Tjur med ko och Sto med föl. Han var redan då märkt av den sjukdom som skulle fördystra hans sista levnadsår och för att kurera sin hälsa reste han 1851 på en brunnskur till Aachen. På sina läkares rekommendationer tillbringade han en vinter i Bruxelles i Belgien där han bland annat 1852 målade en Skördescen, en Ryttargrupp och Hästar på bete. Han bosatte sig sedan i Paris, men tiden där var inte helt lyckosam på grund av att han under månader inte kunde måla på grund av sjukdom. Trots det kunde han under sina friska perioder komponera ett flertal målningar bland annat Hästar, som vattnas som inte antogs till årets Parissalong, han sände då hem tavlan till Stockholm där den utbjöds till försäljning men då ingen köpare kunde hittas skänkte han den istället till Konstakademien som ett receptionsstycke.
På hösten 1853 reste han i sällskap med Lorens August Lindholm vidare till Rom där han satte sig på en bänk i Monte Pincio och skissade av den växlande trafiken av ryttare och eleganta ekipage i en skissbok som han senare utförde som målningar. Han skaffade sig en ateljé vid Via della Purificazione som då var en del av det berömda konstnärskvarteret men under långa perioder tvingades han på grund av sin gikt att vara overksam. I Rom återupptog han även sitt historiemåleri och målade några av sina kända historietavlor bland annat Natten efter slaget vid Lützen, och en ny Gustaf Adolf vid Stuhm, båda inköpta av Josefina av Leuchtenberg, målningarna var ett motstycke  till Gustaf Adolfs lik återfinnes på slagfältet vid Lützen samt Gustav II Adolfs död i slaget vid Lützen som köptes in av svenska staten och det som betraktas som hans vackraste arbete Ryttarfäktning och Hästdrift på Campagnan som köptes av greve Carl Moltke i Köpenhamn.
När Fredric Westin tog avsked av sin tjänst som professor vid akademien utsågs Wahlbom till hans efterträdare och han kände att motgångarnas tid var förbi. Kort tid efter utnämningen hittades han på golvet livlös på ett hotell i Sabinerbergen efter att han drabbats av slaganfall. Han vistades nio månader på Preussiska sjukhuset i Rom förlamad i vänstra sidan och oförmögen att lyfta högra armen. Tillsammans med en tysk sjukvårdare reste han till Lyon för att genomgå en behandling han blivit rekommenderad och därifrån via Paris till London, där han på August Georgiis uppmaning genomgick en elektrisk behandling uppfunnen av M. Beckensteiner. Han levde sitt sista år i en skugga av sig själv och fick några besök av Lundgren medan denne var kvar i England. Han vistades en tid vid havsbaden vid Brighton och återvände till London för att förbereda resan hem till Sverige, då en njursjukdom tillstötte. I förberedelserna ingick att hans bror i Kalmar skulle ordna lämplig boende och underhandla om anställning för sin trogna tysk sjukvårdare från Rom som han satte in i sitt testamente som arvtagare till all sitt lösa kvarlåtenskap. Han drabbades plötsligt 18 april av en serie upprepade slaganfall och avled 23 april. Wahlbom begravdes på Wokings kyrkogård följd av några få landsmän. En enkel gravvård i götisk stil placerades på graven.
Westin deltog upprepade tillfällen i Konstakademins utställningar från 1829 och han medverkade i konstutställningen på Charlottenborg 1851. Flera minnesutställningar har visats Stockholms konstförening anordnade en utställning 1889 och i samband med 100-årsminnet av hans död visades minnesutställningar i Kalmar och på Nationalmuseum 1958.

## Konstnärskapet
Redan under sin tid vid Karlberg arbetade Wahlbom i mindre utsträckning med religiösa och historiska kompositioner bland annat utförde han den laverade teckningen En korsfästelse som röjer en obändig uttryckskraft som var ovanlig bland nybörjare. Blyertsteckningen Näcken även den på Nationalmuseum visar en annan sida av hans fantasitolkningar. Näcken är en åldring i Stagnelius dikt men Wahlbom har framställt honom i en majestätisk hållning som inte spelar giga utan anslår harpans strängar. Vid akademiutställningen 1829 belönades han för sin komposition med en jetong för teckningen Epameinondas död som var årets tävlingsämne. Om man jämför hans teckning med Fredric Westins skissmaterial på samma tema kan man se ett betydande inflytande från Westins inriktning i figurframställningar och aktstudier men att Wahlbom genom sina anatomiska studier överträffade sin lärare i människoåtergivningen. Hans tidiga teckningar bär spår av en viss opersonlig antikimitation men teckningsstilen blev mer konventionell och när han 1829 utförde en serie teckningar till översättningen av Walter Scotts Sjöfröken lovordades dessa i Fredrik Boijes magasin som även publicerade sju etsningar 1830. Även hans konturteckningar i den grekiska vasstilens mönster vann ett stort erkännande och gjorde sig gällande under hans första år som tecknare men det avlöstes av en stil där aktstudierna betonades av det plastiska och där formernas rundning betonades. Han var mycket självkritisk och med Westins åsikt, att han saknade färgsinne gav han tidigt upp sina målningsförsök för att i stället försöka bli skulptör. Han utförde bland annat skulpturerna Drucken faun och En flygande Amor som inköptes av Konstföreningen i Stockholm samt ett flertal grupper som kan rubriceras om göticism och fria kompositionsutkast med fosterländska motiv. Att han inspirerades av Per Henrik Ling är helt uppenbart. För Ling var de nordiska myterna levande och han ansåg att de bäst kunde beskrivas inom konstformen varför han uppmuntrade Wahlbom att arbeta med sådana motiv. Ling hade en obändig produktionslust, fantasi, entusiasm, envishet och självförtroende med undantag av självförtroendet var det egenskaper han delade med Wahlbom. Det är mer eller mindre självklart att Ling valde Wahlbom om illustratör till Asarne vars teckningar utgavs i två häften 1833–1836 med sammanlagt 18 planscher. Wahlbom utförde illustrationerna med våldsamma och dramatiska scener med ett naturtroget rörelseschema. Ett stort antal fornnordiska motiv utfördes för Museum för naturvetenskap, konst och historia 1835–1837 där högromantiska motiv blandades med stillsamt elegiska. Till hans bibliska motiv finns en teckningssvit till Erik Sjöbergs Vitalis samt den burleska Konung David och Bathseba. Hans teckningsfantasi rörde sig över de mest skilda ämnen, bland annat djurstudier, exotiska motiv och kamratporträtt. Porträttet av akademikamraten Per Wickenberg är en finstämd studie av ett melankoliskt temperament medan porträttet av Per Henrik Ling och en del självporträtt är av mer konventionell stil. 
Han använde sig ofta av litografi till sina historiska motiv och var som litografikonstnär starkt inspirerad av litografen Johan Cardon. Han mest omfångsrika litografiarbete är verket Fosterländska bilder 1520–1632 där flera teckningar uppfattas som måleriskt med växlande ljus och skugga medan andra verkar schablonmässiga. I tryck utgav han sina teckningar i häftena Lithografiska teckningar och Lithografiskt album 1836 samt två häften med bilder till Fredmans epistlar. Under åren i Paris utförde han många teckningar med gatuscener, typer och fysionomier som visar att han påverkades av de stora franska grafikerna Honoré Daumier och Henri Monnier och flera av hans skissböcker från den tiden som bevarats vid Kalmar konstmuseum är riktiga mästerverk. Skisserna visar på en god iakttagelseförmåga och en intensiv upplevelse med en frigjordhet i verklighetsskildringen som han tidigare inte visat upp. Efter att han i Paris tagit upp målningen och inriktat sig på historiska motiv kan man skönja en viss likhet med Paul Delaroches historiska målningar fast med svenska motiv. Efter flytten till Rom kom hästmotiven att ta en stor plats i hans produktion där han förutom sina egna naturstudier även haft Théodore Géricault och Eugène Delacroix som inspirationskälla även om Delacroix inte nämns i breven hem till Sverige. Innan hans sjukdom bröt ut målade Wahlbom Gustaf II Adolfs död vid Lützen som kom att bli hans mest kända verk bland allmänheten och har knutit hans namn till hjältekungens historia. Han mötte under sin konstnärsbana många hinder, motgångar, hämningar, sjukdom och svåra yttre förhållanden men får trots detta räknas till sin samtids mest begåvade svenska konstnärer. 
Wahlbom är representerad vid bland annat Göteborgs konstmuseum, Nationalmuseum i Stockholm, Uppsala universitetsbibliotek, Kungliga biblioteket, Kalmar konstmuseum, Konstakademin, Nordiska museet, Malmö museum, Norrköpings konstmuseum, Östergötlands museum, Uddevalla museum, Nasjonalgalleriet, Uppsala universitet, Bohusläns museum, Länsmuseet Gävleborg, Hallands kulturhistoriska museum, Kulturen, Berlins nationalgalleri och museum i Frankrike.